# Dominik Finkelde
Dominik Finkelde SJ (* 31. Mai 1970 in Berlin) ist ein deutscher Jesuitenpater, Philosoph und Dramatiker.

## Leben und Werk
Nach seinem Abitur studierte Finkelde Philosophie, Theologie und Literaturwissenschaft in Berlin, München und Paris; 2003 promovierte er mit der Arbeit Benjamin liest Proust. Mimesislehre-Sprachtheorie-Poetologie an der Hochschule für Philosophie München. Parallel zu seinem Studium trat er 1996 in den Jesuitenorden ein und begann dort eine weitere Ausbildung. Während des Magisteriums, einer zweijährigen Zeit der praktischen Erfahrungen, war er in der Pastoralarbeit in Mexiko-Stadt und als Dozent für Philosophie an der Universidad Iberoamericana tätig. Vom Freiburger Weihbischof Bernd Uhl empfing Dominik Finkelde im Juni 2009 im Dom St. Blasien die Priesterweihe. Er arbeitete bis 2010 als Hochschulpfarrer der Katholischen Hochschulgemeinde in München und habilitierte sich am Institut für Philosophie an der Goethe-Universität Frankfurt am Main. Seit 2015 ist er Professor für Philosophie der neuesten Zeit und Erkenntnistheorie an der Hochschule für Philosophie.
Seit Mitte der neunziger Jahre tritt Finkelde als Autor dramatischer und wissenschaftlicher Texte hervor. Für sein erstes, 1998 uraufgeführtes Theaterstück Abendgruß, das die fiktive Biographie eines ehemaligen DDR-Grenzpolizisten darstellte, erhielt er 1996 den Gerhart-Hauptmann-Preis. In der Begründung des Jurors Klaus Völker hieß es: „Hier haben wir ein kleines, ganz empfindsames, behutsam ein Familienschicksal entfaltendes Himmel-Hölle-Spiel in durchaus Hauptmannscher oder richtiger noch: in Ibsenscher Manier...“ Seine Dystopie Berlin Underground über das Auseinanderbrechen der Zwei-Klassen-Gesellschaft in naher Zukunft wurde 1999 von der Landesbühne Niedersachsen Nord in Wilhelmshaven uraufgeführt. Weitere Schauspiele Finkeldes wurden in Bielefeld, Augsburg und Cottbus inszeniert.

## Bibliographie

### Philosophie
- Benjamin liest Proust. Mimesislehre-Sprachtheorie-Poetologie. Fink, München 2003, ISBN 3-7705-3932-X.
- Politische Eschatologie nach Paulus. Badiou, Agamben, Žižek, Santner. Turia & Kant, Wien 2007, ISBN 978-3-85132-481-5.
- Slavoj Žižek zwischen Lacan und Hegel. Politische Philosophie, Metapsychologie, Ethik. Turia & Kant, Wien 2009, ISBN 978-3-85132-528-7.
- Exzessive Subjektivität. Eine Theorie tathafter Neubegründung des Ethischen nach Kant, Hegel und Lacan. Karl Alber, Freiburg 2015, ISBN 978-3-495-48770-9.
- Jacques Lacan. Struktur. Andersheit. Subjektkonstitution. August, Berlin 2015, ISBN 978-3-941360-37-2.
- Phantaschismus. Von der totalitären Versuchung unserer Demokratie. Vorwerk 8, Berlin 2016, ISBN 978-3-940384-83-6.
- Michel de Certeaus Metatheorie der Mystik. In: Janez Perčič, Johannes Herzgsell (Hrsg.): Große Denker des Jesuitenordens. Ferdinand Schöningh, Paderborn 2016, ISBN 978-3-506-78400-1, S. 121–134.
- Logiken der Inexistenz. Figurationen des Realen im Zeitalter der Immanenz. Passagen Verlag, Wien 2019, ISBN 978-3-7092-0367-5.
- Das Objekt, das zu viel wusste: Eine Einführung in die Philosophie nach Lacan. Turia + Kant, Wien 2022, ISBN 978-3-98514-047-3.

### Dramatik
- Abendgruß. Uraufführung am 1. Mai 1998, Freie Kammerspiele, Magdeburg.
- Berlin Underground. Uraufführung am 18. September 1999, Landesbühne Niedersachsen Nord, Wilhelmshaven.
- Atlantis. Uraufführung am 12. Mai 2001, Theater Bielefeld.
- Porzellanschiff. Uraufführung am 26. Oktober 2002, Landesbühne Niedersachsen Nord, Wilhelmshaven.
- Der Gutmensch. Uraufführung am 13. Juni 2003, Theater Augsburg.
- Die Nebensächlichen. Uraufführung am 3. Oktober 2008, Staatstheater Cottbus.